# Taxonomie van de schildpadden
Onderstaand de taxonomie van de nog levende schildpadden volgens Fritz en Havaš (2007).
Deze auteurs publiceerden eind 2007 op aanvraag van CITES een lijst met alle schildpaddentaxa.
Orde Testudines
Onderorde Cryptodira
Familie Carettochelyidae
Geslacht Carettochelys
Familie Chelydridae (Bijt- en grootkopschildpadden)
Geslacht Chelydra
Geslacht Macrochelys
Familie Cheloniidae (Zeeschildpadden)
Geslacht Caretta
Geslacht Lepidochelys
Geslacht Chelonia
Geslacht Eretmochelys
Geslacht Natator
Familie Dermatemydidae
Geslacht Dermatemys
Familie Dermochelyidae (Lederschildpadden)
Geslacht Dermochelys
Familie Emydidae (Moerasschildpadden)
Geslacht Actinemys
Geslacht Clemmys
Geslacht Chrysemys
Geslacht Deirochelys
Geslacht Emydoidea
Geslacht Emys
Geslacht Glyptemys
Geslacht Graptemys
Geslacht Malaclemys
Geslacht Pseudemys
Geslacht Terrapene
Geslacht Trachemys
Familie Geoemydidae
Geslacht Batagur
Geslacht Callagur
Geslacht Cuora
Geslacht Cyclemys
Geslacht Geoclemys
Geslacht Geoemyda
Geslacht Hardella
Geslacht Heosemys
Geslacht Kachuga
Geslacht Leucocephalon
Geslacht Malayemys
Geslacht Mauremys
Geslacht Melanochelys
Geslacht Morenia
Geslacht Notochelys
Geslacht Orlitia
Geslacht Pangshura
Geslacht Rhinoclemmys
Geslacht Sacalia
Geslacht Siebenrockiella
Geslacht Vijayachelys
Familie Kinosternidae (Modderschildpadden)
Geslacht Claudius
Geslacht Kinosternon
Geslacht Staurotypus
Geslacht Sternotherus
Familie Platysternidae
Geslacht Platysternon
Familie Testudinidae (Landschildpadden)
Geslacht Aldabrachelys
Geslacht Astrochelys
Geslacht Chelonoidis
Geslacht Chersina
Geslacht Geochelone
Geslacht Gopherus
Geslacht Homopus
Geslacht Indotestudo
Geslacht Kinixys
Geslacht Malacochersus
Geslacht Manouria
Geslacht Psammobates
Geslacht Stigmochelys
Geslacht Pyxis
Geslacht Testudo
Familie Trionychidae (Weekschildpadden)
Geslacht Amyda
Geslacht Apalone
Geslacht Aspideretes
Geslacht Chitra
Geslacht Cyclanorbis
Geslacht Cycloderma
Geslacht Dogania
Geslacht Lissemys
Geslacht Nilssonia
Geslacht Palea
Geslacht Pelochelys
Geslacht Pelodiscus
Geslacht Rafetus
Geslacht Trionyx
Onderorde Pleurodira
Familie Chelidae (Slangenhalsschildpadden)
Geslacht Acanthochelys
Geslacht Chelodina
Geslacht Chelus
Geslacht Elseya
Geslacht Elusor
Geslacht Emydura
Geslacht Hydromedusa
Geslacht Macrochelodina
Geslacht Mesoclemmys
Geslacht Phrynops
Geslacht Platemys
Geslacht Pseudemydura
Geslacht Rheodytes
Geslacht Rhinemys
Familie Pelomedusidae
Geslacht Pelomedusa
Geslacht Pelusios
Familie Podocnemididae
Geslacht Erymnochelys'
Geslacht Peltocephalus
Geslacht Podocnemis